# Eugeniusz Guz (publicysta)
Eugeniusz Guz (ur. 15 grudnia 1929 w Grudziądzu, zm. 15 września 2023 w Warszawie) – polski historyk, dziennikarz i publicysta.

## Życiorys
Absolwent Wydziału Dziennikarstwa (1953) oraz Wydziału Historii (1955) Uniwersytetu Warszawskiego. Następnie dziennikarz Polskiej Agencji Prasowej (1953–1990), korespondent PAP w Berlinie (1960–1965) i Bonn (1971–1977, 1986-1990). Publicysta „Życia Warszawy”, „Polityki”, „Perspektyw”, „Trybuny Ludu”, „Dziś”, „Przeglądu” oraz „Res Publiki”.
Od 1958 należał do Polskiej Zjednoczonej Partii Robotniczej. Od 1970 do 1971 był członkiem Komitetu Zakładowego PZPR w PAP, a od 1978 do 1979 wchodził w skład egzekutywy POP w tej instytucji.
W latach 1967–1968 stypendysta Instytutu Historii Europy w Moguncji. Członek Stowarzyszenia Dziennikarzy Polskich (1955-1982) i Stowarzyszenia Dziennikarzy RP.
Jego nazwisko znalazło się na tzw. Liście Kisiela. W 2007 tygodnik „Wprost” ujawnił, że od 1960 Guz współpracował z Departamentem I Ministerstwa Spraw Wewnętrznych. Został zarejestrowany jako kontakt operacyjny o pseudonimach „Gustek” i „Jan Zdrowy”. Dziennikarz zaprzeczał informacjom.
Ojciec urzędniczki Marzenny Guz-Vetter.

## Odznaczenia
Odznaczony Krzyżem Kawalerskim Orderu Odrodzenia Polski (1977) i nagrodą Klubu Publicystyki Międzynarodowej SDP (1977).

## Autor książek[7]
- Między Berlinem a Bonn, Warszawa: 1967
- Spotkanie z gospodarką NRD, Warszawa: 1969
- Jak Goebbels przygotowywał Wrzesień, Warszawa: 1969
- Metamorfozy Niemca za Łabą, Warszawa: 1971
- Winni szukają winnych, Katowice: 1972
- Dzień powszedni w NRF, Warszawa: 1972
- Trzeci koszyk, Warszawa: 1977
- Łaba dzieli, Warszawa: 1982
- Zamach na papieża, Warszawa: 1983
- Prasa zwana wolną, Warszawa: 1985
- Strzały na placu Świętego Piotra, Warszawa: 1987
- Drugie Monachium 1939: kulisy zdrady, Warszawa: 1990
- Goebbels o Polsce i sojuszniczym ZSRR, Warszawa: 1999
- Zamach na papieża: zagadka rozwiązana?, Gdynia: 2001
- Zamach na papieża: mroczne siły nienawiści: nowy ślad, Warszawa: 2006
- Zagadki i tajemnice kampanii wrześniowej, Warszawa: 2009
- Pius XII: nieznane wątki polskie, Warszawa: 2012
- Londyński rodowód PRL. Od Mikołajczyka do Bieruta, Warszawa: 2014
- Sojusz Hitler-Stalin. Błędy i przeoczenia historyków, Warszawa: 2017